# Lampian
O Distrito peruano de Lampián é um dos doze distritos que formam a Província de Huaral, situada na Região de Lima.

## Transporte
O distrito de Lampián é servido pela seguinte rodovia:
- PE-20C, que liga o distrito de Aucallama (Região de Lima) à cidade de Huayllay (Região de Pasco)
- LM-109, que liga a cidade ao distrito de Huaral [2][3][4]